# Giovanni Piacentini
Giovanni Piacentini (Modena, 9 aprile 1968) è un ex calciatore italiano, di ruolo centrocampista.

## Caratteristiche tecniche
Di ruolo era mediano, ovvero un centrocampista.

## Carriera
Iniziò la carriera calcistica nelle file della Young Boys Modena, portandola alla vittoria nel campionato provinciale, e successivamente passò al Modena, giocando in ogni categoria del settore giovanile della squadra, con il quale esordì in Serie C1 e con cui conquistò una promozione in Serie B. Passò quindi, sempre nella serie cadetta, al Padova, dove disputò due campionati.
Alla fine degli anni '80 venne acquistato dalla Roma, che lo fece esordire in Serie A. In maglia giallorossa gioca per sei stagioni. L'unico gol in giallorosso lo realizzò in un derby Roma-Lazio del 1994.
Fece altre due stagioni e mezza con la maglia della Fiorentina vincendo una Coppa Italia e una Supercoppa italiana, due con quella dell'Atalanta, per chiudere infine la carriera nel Bologna, dove segnò il suo secondo al 90º, che diede ai felsinei la vittoria casalinga contro il Milan.

## Statistiche

### Presenze e reti nei club
| Stagione          | Squadra           | Campionato        | Campionato | Campionato | Coppe nazionali | Coppe nazionali | Coppe nazionali | Coppe continentali | Coppe continentali | Coppe continentali | Altre coppe | Altre coppe | Altre coppe | Totale | Totale |
| Stagione          | Squadra           | Comp              | Pres       | Reti       | Comp            | Pres            | Reti            | Comp               | Pres               | Reti               | Comp        | Pres        | Reti        | Pres   | Reti   |
| ----------------- | ----------------- | ----------------- | ---------- | ---------- | --------------- | --------------- | --------------- | ------------------ | ------------------ | ------------------ | ----------- | ----------- | ----------- | ------ | ------ |
| nov. 1989-1990    | Roma              | A                 | 16         | 0          | CI              | 1               | 0               | -                  | -                  | -                  | -           | -           | -           | 17     | 0      |
| 1990-1991         | Roma              | A                 | 20         | 0          | CI              | 6               | 0               | CU                 | 7                  | 0                  | -           | -           | -           | 33     | 0      |
| 1991-1992         | Roma              | A                 | 25         | 0          | CI              | 5               | 0               | CdC                | 3                  | 0                  | SI          | 0           | 0           | 33     | 0      |
| 1992-1993         | Roma              | A                 | 29         | 0          | CI              | 8               | 0               | CU                 | 8                  | 0                  | -           | -           | -           | 45     | 0      |
| 1993-1994         | Roma              | A                 | 25         | 1          | CI              | 2               | 1               | -                  | -                  | -                  | -           | -           | -           | 26     | 2      |
| 1994-1995         | Roma              | A                 | 29         | 0          | CI              | 5               | 0               | -                  | -                  | -                  | -           | -           | -           | 34     | 0      |
| Totale Roma       | Totale Roma       | Totale Roma       | 144        | 1          |                 | 27              | 1               |                    | 18                 | 0                  |             | 0           | 0           | 189    | 2      |
| 1995-1996         | Fiorentina        | A                 | 29         | 0          | CI              | 5               | 0               | -                  | -                  | -                  | -           | -           | -           | 34     | 0      |
| 1996-1997         | Fiorentina        | A                 | 23         | 0          | CI              | 1               | 0               | CdC                | 5                  | 0                  | SI          | 1           | 0           | 30     | 0      |
| lug.-nov. 1997    | Fiorentina        | A                 | 7          | 0          | CI              | 4               | 0               | -                  | -                  | -                  | -           | -           | -           | 11     | 0      |
| Totale Fiorentina | Totale Fiorentina | Totale Fiorentina | 59         | 0          |                 | 10              | 0               |                    | 5                  | 0                  |             | 1           | 0           | 75     | 0      |
| nov. 1997-1998    | Atalanta          | A                 | 15         | 0          | CI              | 1               | 0               | -                  | -                  | -                  | -           | -           | -           | 16     | 0      |
| 1998-1999         | Atalanta          | B                 | 17         | 0          | CI              | 3               | 0               | -                  | -                  | -                  | -           | -           | -           | 20     | 0      |
| lug.-nov. 1999    | Atalanta          | B                 | 1          | 0          | CI              | 3               | 0               | -                  | -                  | -                  | -           | -           | -           | 4      | 0      |
| Totale Atalanta   | Totale Atalanta   | Totale Atalanta   | 33         | 0          |                 | 7               | 0               |                    | -                  | -                  | -           | -           | -           | 40     | 0      |
| nov. 1999-2000    | Bologna           | A                 | 19         | 0          | CI              | 2               | 0               | CU                 | 0                  | 0                  |             | -           | -           | 21     | 0      |
| 2000-2001         | Bologna           | A                 | 18         | 1          | CI              | 0               | 0               | -                  | -                  | -                  | -           | -           | -           | 18     | 1      |
| Totale Bologna    | Totale Bologna    | Totale Bologna    | 37         | 1          |                 | 2               | 0               |                    | 0                  | 0                  |             | -           | -           | 39     | 1      |

## Palmarès

### Club

#### Competizioni nazionali
- Serie C1: 1

Modena: 1985-1986
- Coppa Italia: 2

Roma: 1990-1991
Fiorentina: 1995-1996
- Supercoppa italiana: 1

Fiorentina: 1996